# TechCrunch

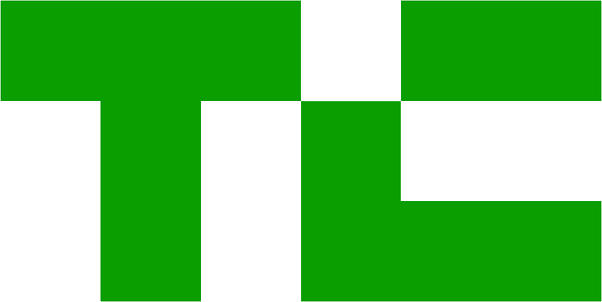
Logotipo

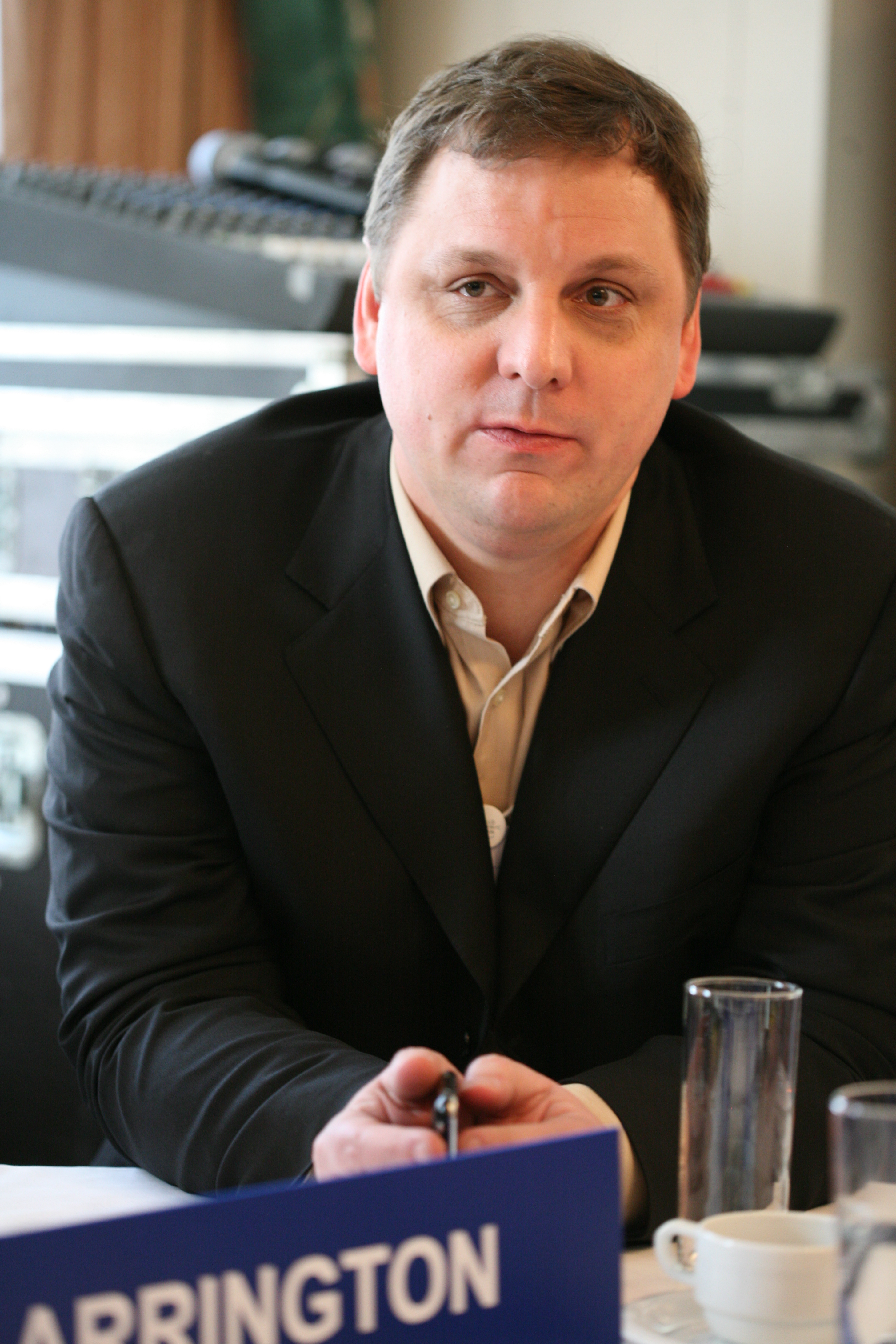
Michael Arrington

TechCrunch é um website focado em notícias sobre tecnologia, bem como perfis de empresas, produtos e sites. Foi fundada por Michael Arrington e Keith Teare, em 2005, e foi publicado pela primeira vez em 11 de junho de 2005.
No ranking de Technorati, motor de busca especializado em blogs, o site está em 902, sendo o segundo mais influente blog. No ranking de Alexa o site está em 305.
Em 28 de setembro de 2010, durante a TechCrunch Disrupt em São Francisco, a AOL anunciou a compra de TechCrunch. Rumores dizem que o valor dessa compra foi entre U$25 e U$40 milhões de dólares